# Wohnhof Grundstraße

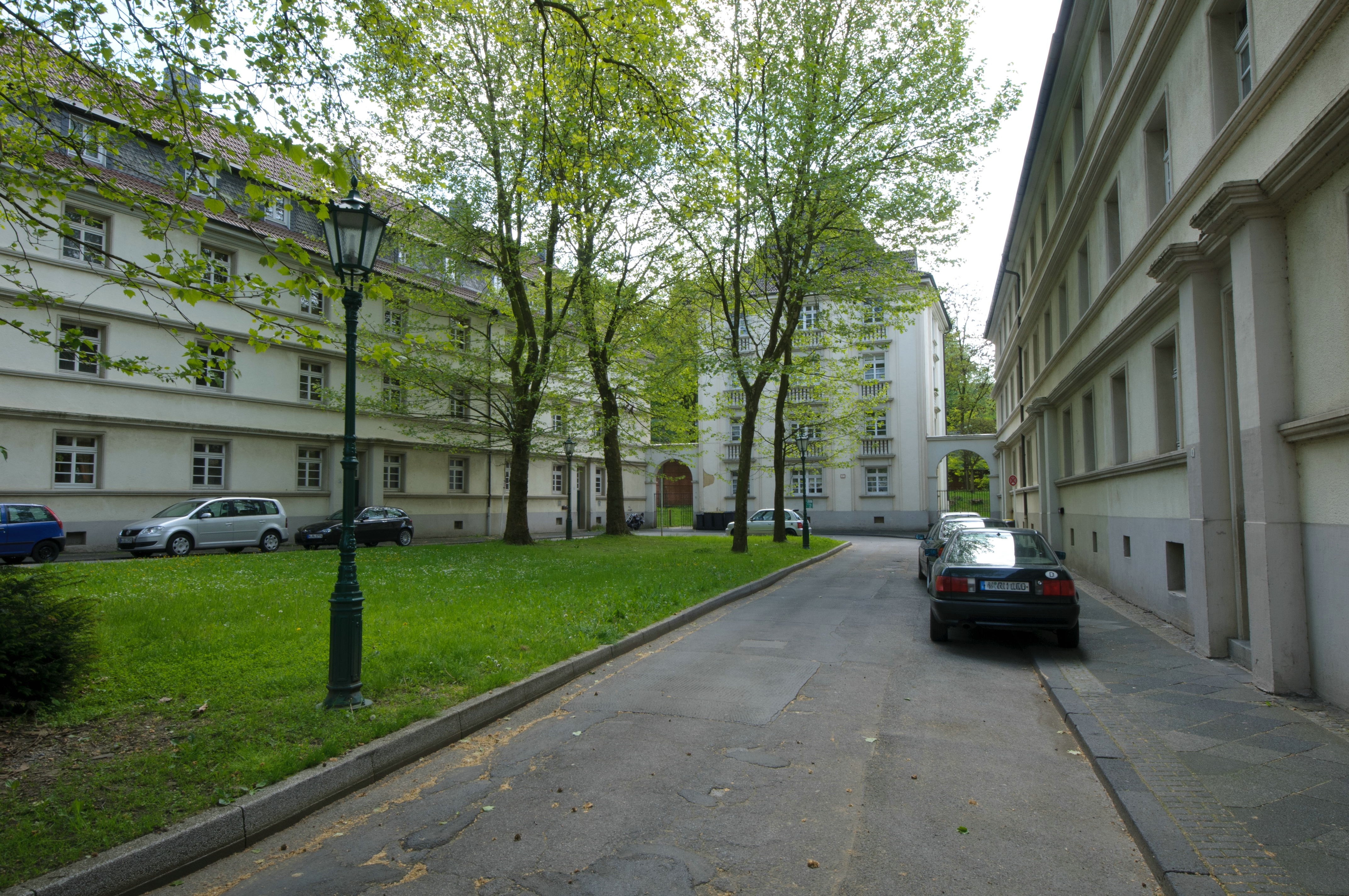
Wohnhof Grundstraße

Die Wohnhof Grundstraße ist eine Wohnsiedlung im Stadtteil Langerfeld im Osten der bergischen Großstadt Wuppertal in Nordrhein-Westfalen.

## Baubeschreibung
Der Wohnhof Grundstraße liegt im Stadtbezirk Langerfeld-Beyenburg im Wohnquartier Jesinghauser Straße und besteht aus drei Gebäuden die U-förmig angeordnet sind. Die beiden Seiten des Hofes bilden die jeweils der Wohnblock Grundstraße 4, 6, 8 und 10 und den Wohnblock Grundstraße 14, 16, 18 und 20. Den Abschluss bildet das einzeln stehende viergeschossige Mehrfamilienhaus Grundstraße 12 mit einem quadratischen Grundriss. Die dreigeschossigen Wohnblöcke sind auf der Putzfassade durch horizontal verlaufende Brüstungsgesimse gegliedert. Die Walmdächer sind mit durchlaufenden Dachgaubenbändern versehen. Das U-förmige Gebäudeensemble öffnet sich zur Grundstraße hin in nordnordöstlicher Richtung, nach Süden hin schließt sich die Bahnstrecke Elberfeld–Dortmund an.

## Geschichte

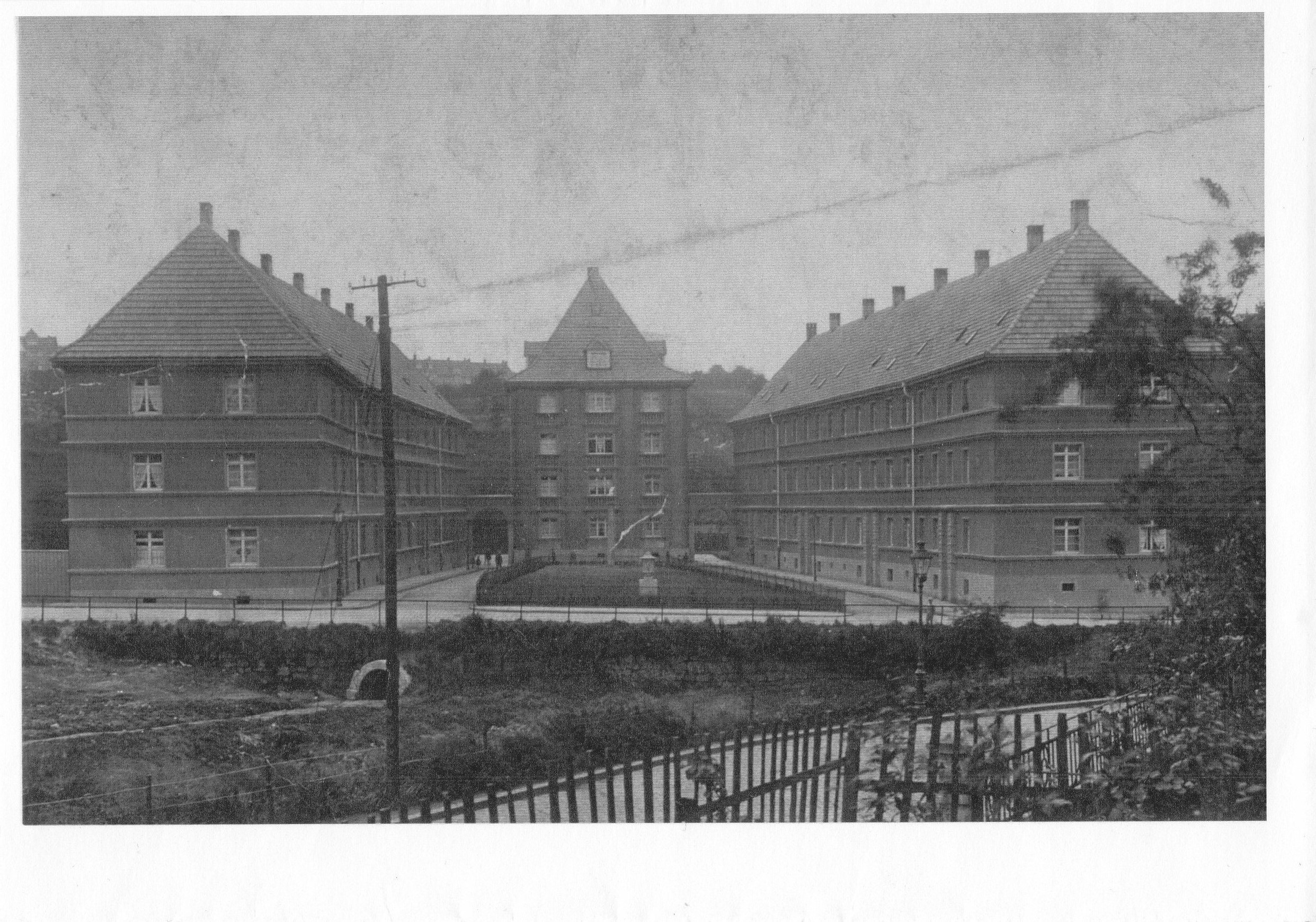
Wohnhof Grundstraße, ca. 1940

Die Wohnsiedlung wurde in den Jahren 1925 bis 1927 vom Hochbauamt Barmen (Langerfeld wurde 1922 in Barmen eingemeindet) nach einem einheitlichen Gesamtentwurf erbaut, der typisch für gemeinnützige Wohnanlagen der 1920er Jahre ist.
Am 15. November 1985 wurde der Wohnhof als Baudenkmal anerkannt und die Gebäude Grundstraße 4, 6, 8 und 10, Grundstraße 14, 16, 18 und 20. und Grundstraße 12. jeweils unter einer eigenen Denkmalsnummer in die Denkmalliste der Stadt Wuppertal eingetragen. Die Unterschutzstellung erstreckt sich neben den Gebäuden auch auf die der Einfriedung mit offenem Rundbogentor aus verputztem Mauerwerk zwischen den Häusern Grundstraße 10 und 12.